# Frontière entre le Kirghizistan et l'Ouzbékistan
La frontière entre le Kirghizistan et l'Ouzbékistan, en tant que frontière internationale, résulte de l'indépendance des deux pays en 1991, lors de l'éclatement de l'URSS. Cette délimitation séparait auparavant la République socialiste soviétique kirghize et la République socialiste soviétique d'Ouzbékistan, deux républiques constitutives de l'URSS.
Début 2021, certaines sections frontalières ont toujours un statut indéfini autour des enclaves ouzbèkes de Sokh et Chakhimardan, au Kirghizistan, ainsi que de l'enclave kirghize de Barak, en Ouzbékistan. Le 12 mars 2021, le président ouzbek, Shavkat Mirziyoev, annonce s'être mis d'accord avec son homologue kirghiz, Sadyr Japarov, pour résoudre leur différend frontalier dans les trois mois.